# Partage des eaux laurentien
- Partage des eaux laurentien.

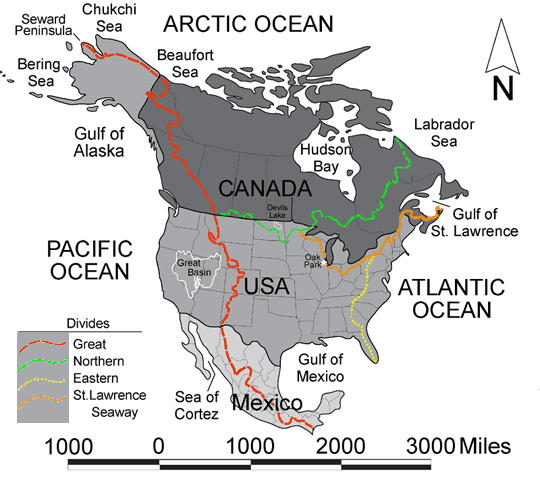
Partage des eaux laurentien.

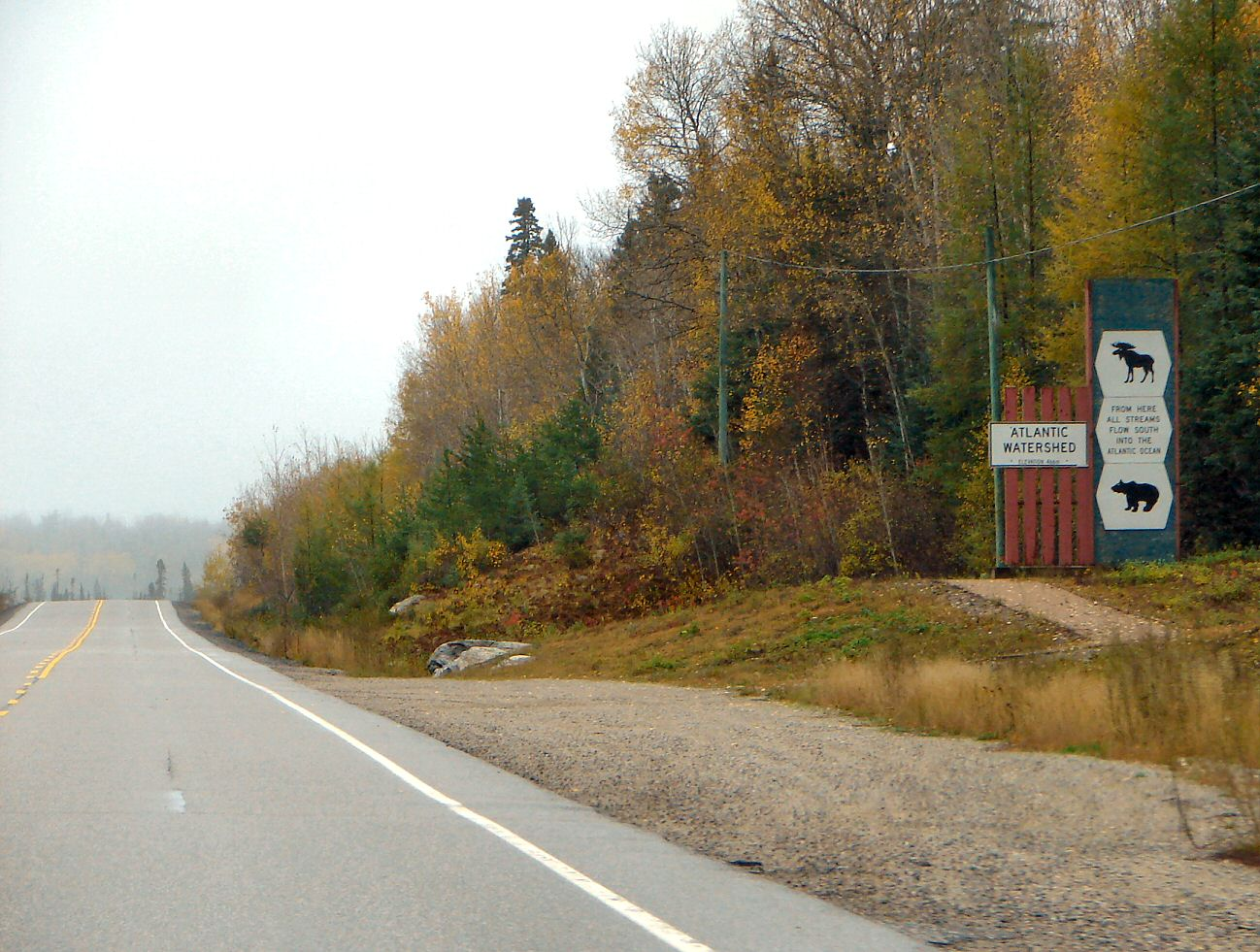
Partage des eaux le long de la Route 101 en Ontario

Le partage des eaux laurentien (en anglais : Laurentian Divide ou Northern Divide) est une partie de la ligne continentale de partage des eaux (en anglais : Continental Divide) divisant le sens de l'écoulement des eaux dans l'Amérique du Nord au niveau du bouclier canadien. 
Les Amérindiens de la Nation des Algonquins appelèrent ce lieu de partage des eaux "Abitibi", qui signifie en langue algonquine, eau mitoyenne, là où l'eau se rencontre à mi-chemin ou à la hauteur des terres. Le terme explique bien le fait que le lac Abitibi, qui se trouve, à 265 m d'altitude, se situe exactement sur la ligne de partage des eaux entre le bassin-versant du Saint-Laurent, au sud, et celui de la baie James, au nord.

## Géographie
Le partage des eaux laurentien divise l'écoulement des eaux vers trois directions différentes ; vers le Nord en direction de l'océan Arctique, soit vers l'Est en direction de l'océan Atlantique, soit vers le Sud en direction du golfe du Mexique.
Océan Arctique
Les eaux du Nord de cette division s'écoulent en direction de l'océan Arctique par l'intermédiaire ou non de la baie d'Hudson et le détroit d'Hudson.
Océan Atlantique
Les eaux au sud de cette division vont notamment vers l'Est jusqu'à l'océan Atlantique et la mer du Labrador par l'intermédiaire ou non des Grands Lacs et du fleuve Saint-Laurent.
Golfe du Mexique
Les eaux au sud de cette même division s'écoulent également vers le Sud en direction du golfe du Mexique par l'écoulement des eaux via le fleuve Mississippi et son principal affluent le Missouri.